# Ратиев, Иван Давидович
Князь Иван Давидович Ратиев (Ратишвили) (?—1825) — генерал-майор, участник русско-польских войн.
Происходил из грузинских князей, сын подполковника Давида Юрьевича Ратиева, родился в Санкт-Петербурге.
В военную службу вступил в 1765 году в Псковский карабинерный полк, затем служил в Астраханском драгунском полку. С 1769 года принимал участие в русско-турецкой войне, в 1771 году назначен адъютантом начальника штаба Изюмского легкоконного полка, в 1775 году назначен старшим адъютантом в том же полку.
В 1782—1783 года Ратиев находился в Крымском походе и усмирении Запорожской сечи. В 1788 году произведён в секунд-майоры.
С 1787 года Ратиев вновь сражался с турками, однако после того как в Польше в 1792 году вспыхнула война, он был направлен туда и сражался как в этой кампании, так и в кампании 1794 года против Костюшко. За отличия против поляков он в 1792 году получил чин премьер-майора и 26 ноября 1794 года был удостоен ордена св. Георгия 4-й степени (№ 1116 по кавалерскому списку Григоровича — Степанова).
Произведённый в 1798 году в полковники, Ратиев 26 июня 1799 года получил чин генерал-майора и был назначен шефом Польского конного полка (в ряде источником ошибочно сообщается, что он был шефом Сумского гусарского полка).
3 июля 1803 года Ратиев оставил должность полкового шефа и был зачислен по кавалерии.
1 декабря того же года вышел в отставку, жил в собственном имении под Миргородом. Скончался в 1825 году в Санкт-Петербурге.